# 洛佐韋 (庫皮揚斯克區)
49°52′9″N 37°12′3″E / 49.86917°N 37.20083°E
洛佐韋（烏克蘭語：Лозове）是位於烏克蘭東部的村莊，由哈爾科夫州庫皮揚斯克區的大布尔卢克市镇負責管轄。該村距離克拉斯內和波爾科夫尼切2公里，始建於1699年，面積0.44平方公里，海拔高度132米，2001年人口57。